# Панебратцев, Юрий Анатольевич
Юрий Анатольевич Панебратцев (род. 1952) — российский учёный, доктор физико-математических наук, ведущий научный сотрудник ЛФВЭ ОИЯИ. Соавтор школьных учебников по физике.

## Биография
Выпускник физфака МГУ 1975 года, доктор физико-математических наук, профессор.
С 1975 г. работает в ОИЯИ (Объединенный институт ядерных исследований, г. Дубна).
Начальник научно-экспериментального отдела фундаментальных исследований Лаборатории высоких энергий Объединённого института ядерных исследований (ОИЯИ), Дубна.

## Научная деятельность
Автор более 150 научных работ, участник международных проектов по исследованию свойств ядерной материи при экстремальных условиях. Инициатор и руководитель международного научно-образовательного проекта для школьников по естественным наукам «Online Science Classroom».

### Область научных интересов
Релятивистская ядерная физика и физика элементарных частиц.

### Соавтор школьных учебников и учебных пособий
- Физика. Задачник. 7 класс [Текст] : учебное пособие для общеобразовательных организаций / Д. А. Артеменков, И. А. Ломаченков, Ю. А. Панебратцев. — 6-е изд. — Москва : Просвещение, 2016. — 63 с. : ил.; 22 см; ISBN 978-5-09-038215-1
- Физика. 9 класс [Текст] : учебник для общеобразовательных организаций / В. В. Белага, И. А. Ломаченков, Ю. А. Панебратцев. — 3-е изд. — Москва : Просвещение, 2017. — 175 с. : ил., портр., цв. ил., портр.; 26 см. — (Сферы) (ФГОС).; ISBN 978-5-09-049921-7
- Физика. 8 класс [Текст] : учебник для общеобразовательных организаций / В. В. Белага, И. А. Ломаченков, Ю. А. Панебратцев. — 5-е изд. — Москва : Просвещение, 2017. — 159 с. : ил., портр., цв. ил., портр.; 26 см. — (Сферы) (ФГОС).; ISBN 978-5-09-050979-4
- Физика. 7 класс [Текст] : учебник для общеобразовательных организаций / В. В. Белага, И. А. Ломаченков, Ю. А. Панебратцев. — 5-е изд. — Москва : Просвещение, 2017. — 143 с. : ил., портр., цв. ил.; 26 см. — (ФГОС) (Сферы).; ISBN 978-5-09-049487-8 :
- Физика. 7 класс [Текст] : задачник : пособие для учащихся общеобразовательных учреждений / Д. А. Артеменков, И. А. Ломаченков, Ю. А. Панебратцев. — 2-е изд. — Москва : Просвещение, 2010. — 47 с. : ил.; 21 см. — (Сферы/ Российская акад. наук, Российская акад. образования, Изд-во «Просвещение»).; ISBN 978-5-09-024648-4

### Научные публикации
- О распределении кварков в ядрах / А. М. Балдин, Ю. А. Панебратцев, В. С. Ставинский. — Дубна : ОИЯИ, 1984. — 7 с. : граф.; 22 см. — (Препринт. / Объед. ин-т ядер. исслед. 1-84-185;
- Юстировка кремниевых дрейфовых детекторов для системы кремниевого вершинного детектора / О. Ю. Баранникова, Г. А. Ососков, Ю. А. Панебратцев. — Дубна : ОИЯИ, 1996. — 18 с. : ил.; 22 см. — (Сообщения Объединённого института ядерных исследований; Е10-96-443).
- Экспериментальные установки и методики для получения новых ядерных данных при промежуточных и высоких энергиях / А. Д. Коваленко, Ю. А. Панебратцев, С. С. Шиманский и др. — Дубна : ОИЯИ, 1992. — 18 с., включ. обл. : ил.; 22 см. — (Сообщения Объединённого института ядерных исследований; Е1-92-250).
- Z-скейлинг в протон-ядерных взаимодействиях при высоких энергиях / И. Збровски, М. В. Токарев, Ю. А. Панебратцев, Г. П. Шкоро. — Дубна : ОИЯИ, 1997. — 19 с. : граф.; 22 см. — (Препринт. Объед. ин-т ядер. исслед.; Е2-97-24).